# Slovensko na Zimních olympijských hrách 2014
Slovensko na Zimních olympijských hrách 2014 reprezentuje 69 sportovců v 9 sportech.

## Medaile

### Medailové pozice
| Medaile | Jméno               | Sport   | Disciplína |
| ------- | ------------------- | ------- | ---------- |
| Zlato   | Anastasia Kuzminová | Biatlon | sprint     |

## Výsledky

### Akrobatické lyžování
Slopestyle
| Jméno            | Závod           | Kvalifikace | Kvalifikace | Kvalifikace | Kvalifikace | Finále       | Finále       | Finále       | Finále       |
| Jméno            | Závod           | 1. jízda    | 2. jízda    | Lepší       | Pořadí      | 1. jízda     | 2. jízda     | Lepší        | Pořadí       |
| ---------------- | --------------- | ----------- | ----------- | ----------- | ----------- | ------------ | ------------ | ------------ | ------------ |
| Natália Šlepecká | Ženy slopestyle | 34,60       | 32,60       | 34,60       | 15          | Nepostoupila | Nepostoupila | Nepostoupila | Nepostoupila |
| Zuzana Stromková | Ženy slopestyle | 24,40       | 20,20       | 24,40       | 19          | Nepostoupila | Nepostoupila | Nepostoupila | Nepostoupila |

### Alpské lyžování
Muži
| Jméno         | Závod       | 1. kolo    | 1. kolo    | 2. kolo    | 2. kolo    | Celkově    | Celkově    |
| Jméno         | Závod       | Čas        | Pořadí     | Čas        | Pořadí     | Čas        | Pořadí     |
| ------------- | ----------- | ---------- | ---------- | ---------- | ---------- | ---------- | ---------- |
| Martin Bendík | Sjezd       |            |            |            |            | 2:15,39    | 45         |
| Martin Bendík | Super-G     |            |            |            |            | 1:23.06    | 43         |
| Martin Bendík | Kombinace   | Nedokončil | Nedokončil | Nedokončil | Nedokončil | Nedokončil | Nedokončil |
| Matej Falat   | Super-G     |            |            |            |            | 1:22.81    | 42         |
| Matej Falat   | Kombinace   | Nedokončil | Nedokončil | Nedokončil | Nedokončil | Nedokončil | Nedokončil |
| Matej Falat   | Slalom      | Nedokončil | Nedokončil | Nedokončil | Nedokončil | Nedokončil | Nedokončil |
| Adam Žampa    | Kombinace   | 1:56.23    | 27         | 50.11      | 1          | 2:46.34    | 5          |
| Adam Žampa    | Obří slalom | 1:23.13    | 20         | 1:25.28    | 26         | 2:48.41    | 22         |
| Adam Žampa    | Slalom      | 49.34      | 26         | 53.94      | 1          | 1:43.28    | 6          |
| Adam Žampa    | Super-G     |            |            |            |            | 1:20.95    | 28         |
| Andreas Žampa | Obří slalom | 1:25.54    | 36         | 1:26.08    | 32         | 2:51.62    | 32         |
| Andreas Žampa | Slalom      | 58.65      | 67         | Nedokončil | Nedokončil | Nedokončil | Nedokončil |
| Andreas Žampa | Super-G     |            |            |            |            | 1:22.42    | 36         |

Ženy
| Jméno             | Závod       | 1. kolo      | 1. kolo      | 2. kolo      | 2. kolo      | Celkově      | Celkově      |
| Jméno             | Závod       | Čas          | Pořadí       | Čas          | Pořadí       | Čas          | Pořadí       |
| ----------------- | ----------- | ------------ | ------------ | ------------ | ------------ | ------------ | ------------ |
| Jana Gantnerová   | Kombinace   | 1:47,24      | 27           | Nedokončila  | Nedokončila  | Nedokončila  | Nedokončila  |
| Jana Gantnerová   | Slalom      | 59.26        | 31           | Nedokončila  | Nedokončila  | Nedokončila  | Nedokončila  |
| Barbara Kantorová | Kombinace   | Nenastoupila | Nenastoupila | Nenastoupila | Nenastoupila | Nenastoupila | Nenastoupila |
| Barbara Kantorová | Super-G     |              |              |              |              | 1:28.91      | 22           |
| Barbara Kantorová | Obří slalom | 1:24.72      | 43           | 1:23.09      | 36           | 2:47.81      | 38           |
| Barbara Kantorová | Slalom      | Nedokončila  | Nedokončila  | Nedokončila  | Nedokončila  | Nedokončila  | Nedokončila  |
| Barbora Lukáčová  | Slalom      | Nedokončila  | Nedokončila  | Nedokončila  | Nedokončila  | Nedokončila  | Nedokončila  |
| Barbora Lukáčová  | Obří slalom | 1:25.59      | 49           | 1:25.07      | 44           | 2:50.66      | 45           |
| Kristína Saalová  | Sjezd       |              |              |              |              | 1:45,98      | 31           |
| Kristína Saalová  | Kombinace   | 1:48,21      | 30           | Nedokončila  | Nedokončila  | Nedokončila  | Nedokončila  |
| Kristína Saalová  | Super-G     |              |              |              |              | Nedokončila  | Nedokončila  |
| Kristína Saalová  | Obří slalom | Nedokončila  | Nedokončila  | Nedokončila  | Nedokončila  | Nedokončila  | Nedokončila  |
| Petra Vlhová      | Slalom      | 56.42        | 18           | 53.74        | 23           | 1:50.16      | 19           |
| Petra Vlhová      | Obří slalom | 1:21.86      | 27           | 1:19.83      | 23           | 2:41.69      | 24           |

### Běh na lyžích
Muži - Distanční závod
| Jméno           | Závod          | Klasicky | Klasicky | Volný styl | Volný styl | Finále    | Finále  | Finále |
| Jméno           | Závod          | Čas      | Pořadí   | Čas        | Pořadí     | Čas       | Ztráta  | Pořadí |
| --------------- | -------------- | -------- | -------- | ---------- | ---------- | --------- | ------- | ------ |
| Martin Bajčičák | 15 km klasicky |          |          |            |            | 40:28.0   | +1:58.3 | 23     |
| Martin Bajčičák | 30 km skiatlon | 37:21,7  | 40       | 33:07,3    | 28         | 1:11:00,1 | +2:44,7 | 31     |
| Martin Bajčičák | 50 km volně    |          |          |            |            | 1:47:34.4 | +39.2   | 14     |
| Peter Mlynár    | 15 km klasicky |          |          |            |            | 42:50.3   | +4:20.6 | 51     |

Ženy - Distanční závod
| Jméno             | Závod          | Čas          | Ztráta       | Pořadí       |
| ----------------- | -------------- | ------------ | ------------ | ------------ |
| Daniela Kotschová | 10 km klasicky | Nenastoupila | Nenastoupila | Nenastoupila |
| Alena Procházková | 10 km klasicky | 32:08,4      | +3:50,6      | 51           |

Sprint
| Jméno                               | Závod                 | Kvalifikace | Kvalifikace | Čtvrtfinále  | Čtvrtfinále  | Semifinále   | Semifinále   | Finále       | Finále       |
| Jméno                               | Závod                 | Čas         | Pořadí      | Čas          | Pořadí       | Čas          | Pořadí       | Čas          | Pořadí       |
| ----------------------------------- | --------------------- | ----------- | ----------- | ------------ | ------------ | ------------ | ------------ | ------------ | ------------ |
| Peter Mlynár                        | Muži sprint           | 3:51,76     | 66          | Nepostoupil  | Nepostoupil  | Nepostoupil  | Nepostoupil  | Nepostoupil  | Nepostoupil  |
| Martin Bajčičák Peter Mlynár        | Muži sprint - dvojice |             |             |              |              | 24:58.06     | 9*           | Nepostoupili | Nepostoupili |
| Daniela Kotschová                   | Ženy sprint           | 2:49,81     | 55          | Nepostoupila | Nepostoupila | Nepostoupila | Nepostoupila | Nepostoupila | Nepostoupila |
| Alena Procházková                   | Ženy sprint           | 2:41,95     | 39          | Nepostoupila | Nepostoupila | Nepostoupila | Nepostoupila | Nepostoupila | Nepostoupila |
| Daniela Kotschová Alena Procházková | Ženy sprint - dvojice |             |             |              |              | 18:51.94     | 7**          | Nepostoupily | Nepostoupily |

* - 9 místo ve 2 semifinále
** - 7 místo ve 2 semifinále

### Biatlon
Muži
| Jméno                                                    | Závod                   | Čas         | Střelba     | Pořadí      |
| -------------------------------------------------------- | ----------------------- | ----------- | ----------- | ----------- |
| Tomáš Hasilla                                            | Sprint (10 km)          | 27:05,4     | 2+1         | 65          |
| Tomáš Hasilla                                            | Individuální z. (20 km) | 54:16.9     | 1+1+0+0     | 43          |
| Pavol Hurajt                                             | Sprint (10 km)          | 26:45,8     | 0           | 52          |
| Pavol Hurajt                                             | Stíhací z. (12,5 km)    | 39:14,3     | 1+0+0+0     | 52          |
| Pavol Hurajt                                             | Individuální z. (20 km) | 52:53.3     | 0+1+0+0     | 28          |
| Pavol Hurajt                                             | Hromadný z. (15 km)     | Nenastoupil | Nenastoupil | Nenastoupil |
| Matej Kazár                                              | Sprint (10 km)          | 26:04,8     | 2+1         | 37          |
| Matej Kazár                                              | Stíhací z. (12,5 km)    | 35:38,4     | 1+0+1+1     | 23          |
| Matej Kazár                                              | Individuální z. (20 km) | 51:56.9     | 1+0+1+0     | 19          |
| Matej Kazár                                              | Hromadný z. (15 km)     | 44:25.6     | 0+1+1+0     | 15          |
| Miroslav Matiaško                                        | Individuální z. (20 km) | 55:58.7     | 1+1+0+2     | 58          |
| Martin Otčenáš                                           | Sprint (10 km)          | 27:07,8     | 1+2         | 68          |
| Tomáš Hasilla Pavol Hurajt Matej Kazár Miroslav Matiaško | Štafeta (4x7,5 km)      | 1:15:23.8   | 1+9         | 12          |

Ženy
| Jméno                                                               | Závod                   | Čas     | Střelba | Pořadí        |
| ------------------------------------------------------------------- | ----------------------- | ------- | ------- | ------------- |
| Martina Chrapanová                                                  | Sprint (7,5 km)         | 23:48,3 | 0+2     | 62            |
| Martina Chrapanová                                                  | Individuální z. (15 km) | 52:00.5 | 2+0+1+2 | 59            |
| Paulína Fialková                                                    | Sprint (7,5 km)         | 24:27,1 | 3+2     | 72            |
| Jana Gereková                                                       | Sprint (7,5 km)         | 22:58,0 | 1+2     | 43            |
| Jana Gereková                                                       | Stíhací z. (10 km)      | 32:57,7 | 2+0+0+2 | 35            |
| Jana Gereková                                                       | Individuální z. (15 km) | 50:20.8 | 0+1+1+3 | 50            |
| Anastasia Kuzminová                                                 | Sprint (7,5 km)         | 21:06,8 | 0       | Zlatá medaile |
| Anastasia Kuzminová                                                 | Stíhací z. (10 km)      | 30:29,1 | 0+1+0+1 | 6             |
| Anastasia Kuzminová                                                 | Individuální z. (15 km) | 48:14.1 | 0+1+0+3 | 27            |
| Anastasia Kuzminová                                                 | Hromadný z. (12.5 km)   | 38:50.3 | 0+2+2+1 | 27            |
| Terezia Poliakova                                                   | Individuální z. (15 km) | 53:19.8 | 0+3+1+2 | 66            |
| Jana Gereková Martina Chrapanová Paulína Fialková Terezia Poliakova | Štafeta (4x6 km)        | + kolo  | 5+19    | 14            |

Smíšená štafeta
| Jméno                   | Závod         | Čas       | Střelba | Pořadí |
| ----------------------- | ------------- | --------- | ------- | ------ |
| (3) Pavol Hurajt        | Muži 2x7,5 km | 1:11:04.7 | 0+2     | 6      |
| (4) Matej Kazár         | Muži 2x7,5 km | 1:11:04.7 | 0+1     | 6      |
| (2) Anastasia Kuzminová | Ženy 2x6 km   | 1:11:04.7 | 2+0     | 6      |
| (1) Jana Gereková       | Ženy 2x6 km   | 1:11:04.7 | 3+2     | 6      |

čísla u jmen znamenají pořadí ve štafetě

### Boby
| Jména                                                     | Závod   | 1. jízda | 1. jízda | 2. jízda | 2. jízda | 3. jízda | 3. jízda | 4. jízda     | 4. jízda     | Celkem  | Celkem |
| Jména                                                     | Závod   | Čas      | Pořadí   | Čas      | Pořadí   | Čas      | Pořadí   | Čas          | Pořadí       | Čas     | Pořadí |
| --------------------------------------------------------- | ------- | -------- | -------- | -------- | -------- | -------- | -------- | ------------ | ------------ | ------- | ------ |
| Milan Jagnešák Lukáš Kozienka Juraj Mokráš Martin Tešovič | čtyřbob | 56.56    | 27       | 56.37    | 25       | 56.51    | 26       | Nepostoupili | Nepostoupili | 2:49.44 | 25     |

### Krasobruslení
| Sportovec       | Závod | Krátký program/ Originální tanec | Krátký program/ Originální tanec | Volný program/ Volný tanec | Volný program/ Volný tanec | Celkem   | Celkem |
| Sportovec       | Závod | Výsledek                         | Pořadí                           | Výsledek                   | Pořadí                     | Výsledek | Pořadí |
| --------------- | ----- | -------------------------------- | -------------------------------- | -------------------------- | -------------------------- | -------- | ------ |
| Nicole Rajičová | Ženy  | 49.80                            | 21                               | 75.20                      | 24                         | 125.00   | 24     |

### Lední hokej

#### Pořadí v základní skupině
| Tým       | Z | V | VP | PP | P | GV | GI | +/- | B |
| --------- | - | - | -- | -- | - | -- | -- | --- | - |
| USA       | 3 | 2 | 1  | 0  | 0 | 15 | 4  | +11 | 8 |
| Rusko     | 3 | 1 | 1  | 1  | 0 | 8  | 5  | +3  | 6 |
| Slovinsko | 3 | 1 | 0  | 0  | 2 | 6  | 11 | -5  | 3 |
| Slovensko | 3 | 0 | 0  | 1  | 2 | 2  | 11 | -9  | 1 |

#### Zápasy slovenského týmu v základní skupině
Všechny časy jsou místní (UTC+4), tj. SEČ+3.
| 13. února 2014 16:30 | Slovensko | 1–7 (0–1, 1–6, 0–0) | USA | Šajba arena, Soči Návštěvnost: 4 119 |  |

| Report                                                   |                                                          |                                 | |                                                                          |
| Jaroslav Halák (do 33:30 min) Peter Budaj (od 33:30 min) | Jaroslav Halák (do 33:30 min) Peter Budaj (od 33:30 min) | Brankáři                        | Jonathan Quick | Rozhodčí: Antonín Jeřábek Kevin Pollock Čároví: Mark Wheler Jesse Wilmot |
| T. Tatar (M. Hossa) – 20:24                              | T. Tatar (M. Hossa) – 20:24                              | 0–1 1–1 1–2 1–3 1–4 1–5 1–6 1–7 | 14.27 - J. Carlson (P. Kessel, J. van Riemsdyk) 21:26 – R. Kesler (P. Kane) 22:32 – P. Stastny (M. Pacioretty, T. J. Oshie) 28:16 – D. Backes (P. Kessel) 33:30 – P. Stastny (K. Shattenkirk, T. Oshie) 34:20 – P. Kessel (R. Kesler, J. van Riemsdyk) 35:17 – D. Brown (J. Carlson, P. Kane) | Rozhodčí: Antonín Jeřábek Kevin Pollock Čároví: Mark Wheler Jesse Wilmot |
| 4 min                                                    | 4 min                                                    | Tresty                          | 2 min | Rozhodčí: Antonín Jeřábek Kevin Pollock Čároví: Mark Wheler Jesse Wilmot |
| 23                                                       | 23                                                       | Střely                          | 33 | Rozhodčí: Antonín Jeřábek Kevin Pollock Čároví: Mark Wheler Jesse Wilmot |

| 15. února 2014 12:00 | Slovensko | 1–3 0–0, 0–0, 1–3 | Slovinsko | Bolšoj, Soči Návštěvnost: 7 438 |  |

| Report                                   |                                          |                 | |                                                                         |
| Jaroslav Halák                           | Jaroslav Halák                           | Brankáři        | Robert Kristan | Rozhodčí: Konstantin Olenin Tim Peel Čároví: Derek Amell Ivan Dedioulia |
| T. Jurčo (T. Záborský, Z. Chára) – 59:42 | T. Jurčo (T. Záborský, Z. Chára) – 59:42 | 0-1 0–2 0–3 1-3 | 43:23 – R. Tičar (Ž. Jeglič, R. Sabolič) (PP) 48:59 – T. Razingar (J. Urbas, M. Rodman) 49:22 – A. Kopitar (J. Muršak) | Rozhodčí: Konstantin Olenin Tim Peel Čároví: Derek Amell Ivan Dedioulia |
| 8 min                                    | 8 min                                    | Tresty          | 10 min | Rozhodčí: Konstantin Olenin Tim Peel Čároví: Derek Amell Ivan Dedioulia |
| 28                                       | 28                                       | Střely          | 31 | Rozhodčí: Konstantin Olenin Tim Peel Čároví: Derek Amell Ivan Dedioulia |

| 16. února 2014 16:30 | Rusko | 1–0 0–0, 0–0, 0–0, 0–0 PP, 1–0 SN | Slovensko | Bolšoj, Soči Návštěvnost: 11 097 |  |

| Report                                    |                                           |                   |                                           |                                                                               |
| Semjon Varlamov                           | Semjon Varlamov                           | Brankáři          | Ján Laco                                  | Rozhodčí: Lars Brüggemann Kelly Sutherland Čároví: Chris Carlson Andy McElman |
| A. Radulov vstřelil I. Kovalchuk vstřelil | A. Radulov vstřelil I. Kovalchuk vstřelil | 0–0 0–0 PP 1–0 SN | nevstřelil M. Handzuš nevstřelil T. Tatar | Rozhodčí: Lars Brüggemann Kelly Sutherland Čároví: Chris Carlson Andy McElman |
| 4 min                                     | 4 min                                     | Tresty            | 10 min                                    | Rozhodčí: Lars Brüggemann Kelly Sutherland Čároví: Chris Carlson Andy McElman |
| 37                                        | 37                                        | Střely            | 27                                        | Rozhodčí: Lars Brüggemann Kelly Sutherland Čároví: Chris Carlson Andy McElman |

#### Předkolo play off
| 18. února 2014 21:00 | Česko | 5–3 (3–0, 1–1, 1–2) | Slovensko | Šajba arena, Soči Návštěvnost: 3 628 |  |

| Report | |                                 | |                                                                             |
| Ondřej Pavelec | Ondřej Pavelec | Brankáři                        | Ján Laco | Rozhodčí: Tim Peel Marcus Vinnerborg Čároví: Lonnie Cameron Sakari Suominen |
| A. Hemský (T. Kaberle, J. Voráček) (PP) – 06:53 R. Červenka (J. Jágr, T. Plekanec) – 07:22 D. Krejčí (T. Kaberle, R. Gudas) (PP) – 17:03 R. Červenka – 35:41 T. Plekanec (D. Krejčí) (EN) (PP) – 59:21 | A. Hemský (T. Kaberle, J. Voráček) (PP) – 06:53 R. Červenka (J. Jágr, T. Plekanec) – 07:22 D. Krejčí (T. Kaberle, R. Gudas) (PP) – 17:03 R. Červenka – 35:41 T. Plekanec (D. Krejčí) (EN) (PP) – 59:21 | 1–0 2–0 3–0 4–0 4–1 4–2 4–3 5–3 | 38:57 – M. Hossa (A. Sekera, M. Handzuš) 47:20 – M. Hossa (T. Tatar, M. Handzuš) 48:51 – T. Surový (A. Sekera, M. Bartovič) | Rozhodčí: Tim Peel Marcus Vinnerborg Čároví: Lonnie Cameron Sakari Suominen |
| 2 min | 2 min | Tresty                          | 10 min | Rozhodčí: Tim Peel Marcus Vinnerborg Čároví: Lonnie Cameron Sakari Suominen |
| 29 | 29 | Střely                          | 32 | Rozhodčí: Tim Peel Marcus Vinnerborg Čároví: Lonnie Cameron Sakari Suominen |

### Saně
Muži
| Jména                          | Závod            | 1. jízda | 1. jízda | 2. jízda | 2. jízda | 3. jízda | 3. jízda | 4. jízda | 4. jízda | Celkem   | Celkem |
| Jména                          | Závod            | Čas      | Pořadí   | Čas      | Pořadí   | Čas      | Pořadí   | Čas      | Pořadí   | Čas      | Pořadí |
| ------------------------------ | ---------------- | -------- | -------- | -------- | -------- | -------- | -------- | -------- | -------- | -------- | ------ |
| Jozef Ninis                    | Muži jednotlivci | 53,143   | 22       | 52,932   | 21       | 52,492   | 20       | 52,564   | 21       | 3:31,131 | 20     |
| Jozef Petrulák Marián Zemaník  | Muži dvojice     | 50,548   | 13       | 50,409   | 12       |          |          |          |          | 1:40,957 | 12     |
| Marek Solčanský Karol Stuchlák | Muži dvojice     | 50,904   | 16       | 51,481   | 18       |          |          |          |          | 1:42,385 | 16     |

Ženy
| Jméno         | Závod | 1. jízda | 1. jízda | 2. jízda | 2. jízda | 3. jízda | 3. jízda | 4. jízda | 4. jízda | Celkem   | Celkem |
| Jméno         | Závod | Čas      | Pořadí   | Čas      | Pořadí   | Čas      | Pořadí   | Čas      | Pořadí   | Čas      | Pořadí |
| ------------- | ----- | -------- | -------- | -------- | -------- | -------- | -------- | -------- | -------- | -------- | ------ |
| Viera Gbúrová | Ženy  | 51,928   | 27       | 51,422   | 23       | 51,782   | 25       | 51,565   | 23       | 3:26,697 | 27     |

### Short track
| Jméno          | Závod       | Rozjížka | Rozjížka | Semifinále   | Semifinále   | Finále       | Finále |
| Jméno          | Závod       | Čas      | Pořadí   | Čas          | Pořadí       | Čas          | Pořadí |
| -------------- | ----------- | -------- | -------- | ------------ | ------------ | ------------ | ------ |
| Tatiana Bodová | Ženy 1500 m | 2:31.788 | 5        | Nepostoupila | Nepostoupila | Nepostoupila | 29     |